# Nordine Oubaali
Nordine Oubaali (* 4. August 1986 in Lens, Département Pas-de-Calais) ist ein französischer Profiboxer und ehemaliger WBC-Weltmeister im Bantamgewicht.

## Amateurkarriere
Oubaalis Vorfahren stammen aus Marokko. Sein größter Erfolg in der Jugend war der Gewinn einer Bronzemedaille im Halbfliegengewicht bei den Junioren-Europameisterschaften 2005 in Estland, als er im Halbfinale gegen Sergei Wodopjanow unterlegen war. Darüber hinaus gewann er im selben Jahr auch die Spiele der Frankophonie in Niger.
Bei den EU-Meisterschaften 2007 in Irland siegte er im Viertelfinale vorzeitig gegen Paddy Barnes, schied im Halbfinale gegen Pál Bedák aus und gewann somit erneut Bronze im Halbfliegengewicht. Eine weitere Bronzemedaille in dieser Gewichtsklasse gewann er bei den Weltmeisterschaften 2007 in Chicago. Nach Siegen gegen Junior Zarate, Kelvin de la Nieve und Heorhij Tschyhajew, unterlag er im Halbfinale gegen Zhou Shiming.
Er war damit für die Olympischen Spiele 2008 in Peking qualifiziert, wo er Rafikjon Sultonov besiegte, aber im zweiten Kampf erneut knapp gegen Zhou Shiming mit 3:3+ unterlag.
Anschließend boxte er im Fliegengewicht. Dort gewann er 2009 die Goldmedaille bei den Mittelmeerspielen in Italien, unter anderem mit einem Sieg gegen Vincenzo Picardi. Bei den Weltmeisterschaften desselben Jahres in Mailand, schied er gegen Olzhas Sattibayev aus. Die Europameisterschaften 2010 in Moskau, beendete er im Achtelfinale mit einer Niederlage gegen Michail Alojan.
Im April 2012 konnte er die europäische Olympiaqualifikation in Trabzon gewinnen, als ihm Siege gegen Alexander Riscan, Stefan Iwanow, Salomo N’tuve und Selçuk Eker gelungen waren. Er startete anschließend bei den Olympischen Spielen 2012 in London, wo er Ajmal Faisal und Rau’Shee Warren besiegte, aber im Viertelfinale gegen Michael Conlan mit 18:22 unterlag.
Zudem ist Oubaali Französischer Meister 2006, 2007 und 2008 im Halbfliegengewicht, sowie Französischer Meister 2009 und 2010 im Fliegengewicht.

## Profikarriere
Sein Profidebüt bestritt er am 20. März 2014. Im Mai 2015 gewann er den französischen Meistertitel im Bantamgewicht durch einen KO-Sieg in der ersten Runde gegen Hassan Azaouagh und im Dezember 2016 den interkontinentalen WBA-Titel durch einen TKO-Sieg in der zwölften Runde gegen Julio Miranda. Im Juni 2017 gewann er durch TKO in der zehnten Runde gegen Alejandro Hernandez und sicherte sich damit den Silver-Titel der WBC, den er im Dezember 2017 durch KO in der siebenten Runde gegen Mark Geraldo verteidigte.
Im April 2018 gewann er durch KO in der zweiten Runde gegen Luis Melendez. Seinen nächsten Kampf bestritt er am 19. Januar 2019 in Las Vegas um die WBC-Weltmeisterschaft im Bantamgewicht und gewann einstimmig nach Punkten gegen Rau’Shee Warren. Seine erste Titelverteidigung gewann er im Juli 2019 durch TKO gegen Arthur Villanueva. Im November 2019 gewann er in einer weiteren Titelverteidigung gegen den bis dahin ungeschlagenen Takuma Inoue.
Am 29. Mai 2021 verlor er in seiner dritten Titelverteidigung durch KO in der vierten Runde gegen Nonito Donaire.